# Phlebotomus huberti
Phlebotomus huberti är en tvåvingeart som beskrevs av Depaquit, Leger och Robert 2002. Phlebotomus huberti ingår i släktet Phlebotomus och familjen fjärilsmyggor.
Artens utbredningsområde är Madagaskar. Inga underarter finns listade i Catalogue of Life.